# تامی بنفیلد
تامی بنفیلد (انگلیسی: Tommy Benfield؛ ۱۸۸۹ – ۱۹ سپتامبر ۱۹۱۸ (aged 29)) بازیکن فوتبال اهل بریتانیا بود.
از باشگاه‌هایی که در آن بازی کرده‌است می‌توان به باشگاه فوتبال لستر سیتی اشاره کرد.